# ボソン氷河
ボソン氷河 (ボソンひょうが、Bossons Glacier) は、フランス南東部、オート＝サヴォワ県のシャモニー谷にあるアルプス山脈のモンブラン山の大きな氷河の一つ。
モンブラン山の北側にある氷原から供給され、エギーユ・デュ・ミディの近くを下り、アルヴ谷の南側、シャモニーの町の近くまで続いている。

## 解説
ヨーロッパの高山氷河の中で最も標高差があり、かつては現在よりもはるかに谷の奥まで広がっていた。現在は全長約7.5km、表面積約10km²である。

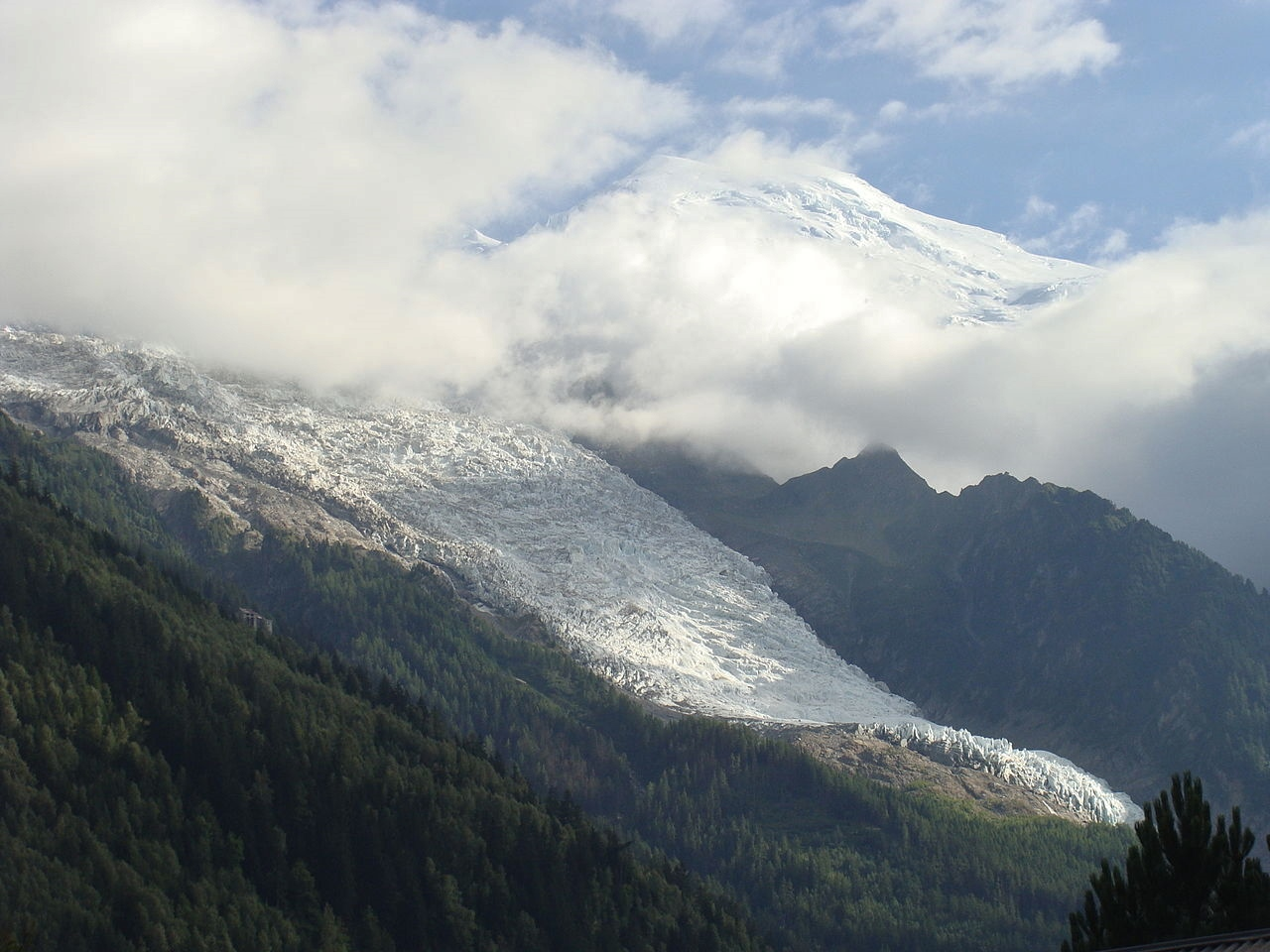
2014年のボソン氷河

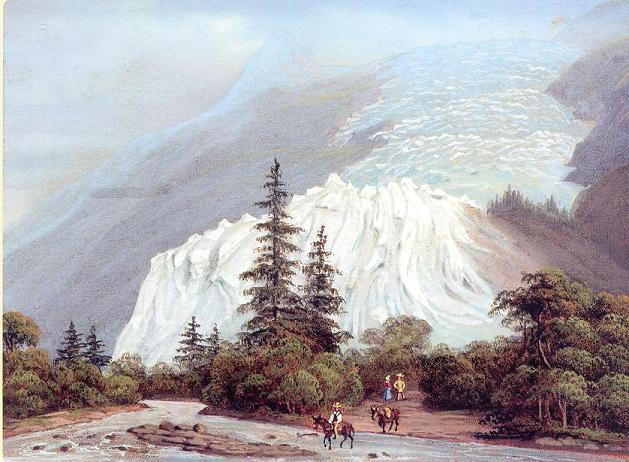
1830年のボソン氷河

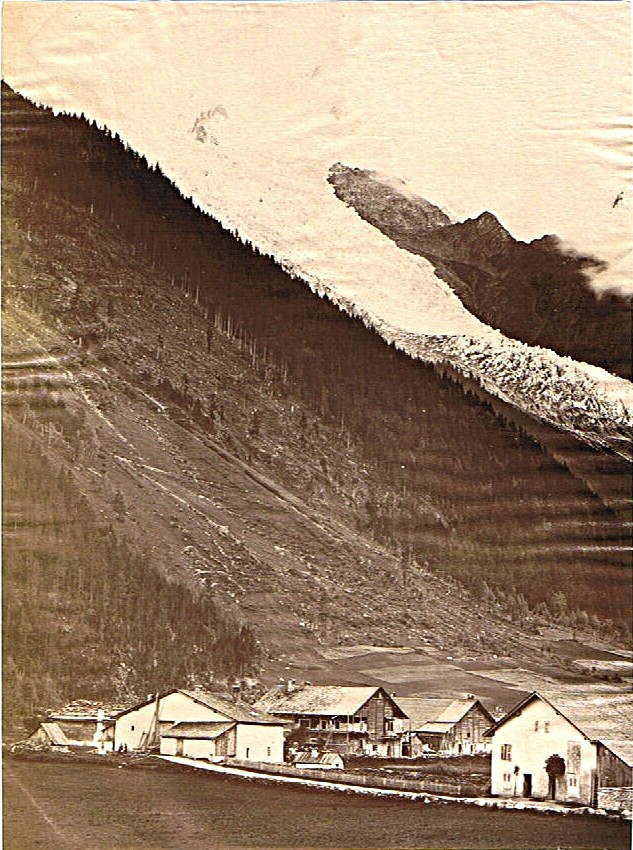
1890年のボソン氷河

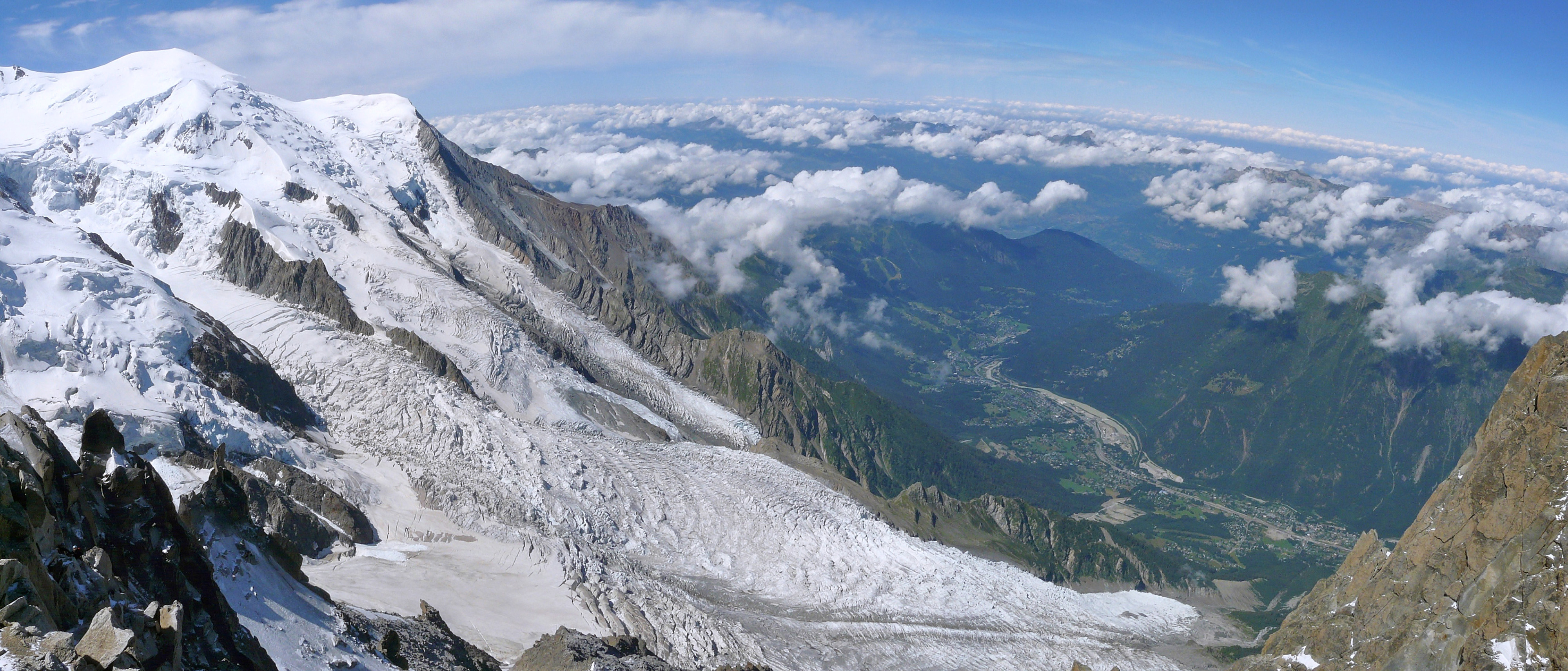
エギーユ・デュ・ミディから見たボソン氷河とタコンナツ氷河(2009年)

17世紀、ボソン氷河はシャモニーまで伸び、ル・フーリーという集落に達し、農地や納屋、家屋を飲み込んでしまった。そのため、氷河は悪魔と評され、その悪魔を祓うために、地元の司教が呼び出された。
1777年、旅行家で文通相手のウィリアム・コクックスは、手紙の中で「ボソン氷河の脇を通ることによって行け、壁に似ていることからそう呼ばれる氷の山脈(Ies Murailles de Glace)に登った時にボソン氷河を見たのだが、その氷は巨大な厚さと堅いを持つ大きな山脈を形成し、互いに急に隆起をしていた。」と記している。
これらの山脈の氷の中には、高さが約30.48mもあるものもあった。その近くには、様々な形や大きさの氷のピラミッドや円錐があり、非常に高く、最も美しく幻想的な形をしていた。
1785年の帰国時には、「村は存在しなかった」と記している。1784年頃には氷河は後退し始めたが、1815年頃に再び氷河が押し寄せ、恐れをなした地域住民は氷河末端に十字架を立て、その後100年間、氷河後退を目指すの目印となった。
1900年当時、氷河末端は海抜1,050メートルの谷底に達していた。1980年には、氷河末端は約1,200メートルまでしか届かず、2008年にはさらに後退して1,400メートル付近で終わったが、それでもまだ樹海のかなり下にある。
19世紀初頭に描かれた一連の絵画と現代の写真を参照にしながら理由を探っていくと、気候の温暖化に伴う氷河の後退の程度が明らかになり、また、谷底までの過去の範囲を示すモレーンの証拠も発見された。

## 雪崩事故
1820年8月20日、ロシアの博物学者ジョセフ・ハメル博士の遠征隊のシャモニーのガイド3人が雪崩に巻き込まれ死亡した。ガイドたちは、雪崩で高さ365.76mから転落した後、クレバスに流され行方不明となった。
1861年8月、氷河末端で2人の遺体が発見された。ガイドのうち2人はまだ生きており、72歳のジョセフ＝マリー・クーテが遺体を発見した。